# Dmitrij Czuwachin
Dmitrij Stiepanowicz Czuwachin (ros. Дмитрий Степанович Чувахин, ur. 1903, zm. 1997) – radziecki dyplomata.

## Życiorys
Członek WKP(b), od 1938 pracownik Ludowego Komisariatu Spraw Zagranicznych ZSRR, 1938-1942 pracownik Ambasady ZSRR w USA, w 1941 był I sekretarzem tej ambasady. Od 1942 do grudnia 1945 zastępca kierownika wydziału Ludowego Komisariatu Spraw Zagranicznych ZSRR, od 12 grudnia 1945 do 16 marca 1952 ambasador nadzwyczajny i pełnomocny ZSRR w Albanii, od marca 1952 do sierpnia 1953 zastępca kierownika Wydziału Państw Bałkańskich Ministerstwa Spraw Zagranicznych ZSRR, od 25 sierpnia 1953 do 26 października 1958 ambasador nadzwyczajny i pełnomocny ZSRR w Kanadzie. Od października 1958 do 1959 zastępca kierownika Wydziału Państw Skandynawskich MSZ ZSRR, 1961-1964 zastępca kierownika Wydziału Państw Skandynawskich MSZ ZSRR, od 22 lutego do 26 kwietnia 1964 ambasador nadzwyczajny i pełnomocny ZSRR na Zanzibarze, od 15 października 1964 do 10 czerwca 1967 ambasador nadzwyczajny i pełnomocny ZSRR w Izraelu. Odwołany ze stanowiska w związku z zerwaniem stosunków dyplomatycznych ZSRR z Izraelem po wojnie sześciodniowej.